# Vuolep Jervasjaure
Vuolep Jervasjaure är en sjö i Jokkmokks kommun i Lappland och ingår i Luleälvens huvudavrinningsområde. Sjön har en area på 1,31 kvadratkilometer och ligger 431 meter över havet. Sjön avvattnas av vattendraget Jervasjåkkå.

## Delavrinningsområde
Vuolep Jervasjaure ingår i det delavrinningsområde (739959-162024) som SMHI kallar för Utloppet av Vuolep Jervasjaure. Medelhöjden är 607 meter över havet och ytan är 36,33 kvadratkilometer. Räknas de 2 avrinningsområdena uppströms in blir den ackumulerade arean 118,66 kvadratkilometer. Jervasjåkkå som avvattnar avrinningsområdet har biflödesordning 4, vilket innebär att vattnet flödar genom totalt 4 vattendrag innan det når havet efter 264 kilometer. Avrinningsområdet består mestadels av skog (64 procent), sankmarker (16 procent) och kalfjäll (16 procent). Avrinningsområdet har 1,51 kvadratkilometer vattenytor vilket ger det en sjöprocent på 4,2 procent.